# Archistilbia varii
Archistilbia varii är en fjärilsart som beskrevs av Sergius G. Kiriakoff 1970. Archistilbia varii ingår i släktet Archistilbia och familjen tandspinnare. Inga underarter finns listade i Catalogue of Life.